# 일신역 (단천)
일신역(日新驛)은 조선민주주의인민공화국 함경남도 단천시 봉화리에 위치한 평라선의 역이다. 여객과 화물을 모두 취급한다.

## 연혁
- 1924년 10월 11일: 함경선 단천 - 길주 간 개통과 함께 영업 개시[4]
- 1930년 4월 1일: 영업거리 단위를 마일에서 킬로미터로 개정[1]
- 일자 불명: 평라선으로 편입